# Nikolai Nikolow-Zikow

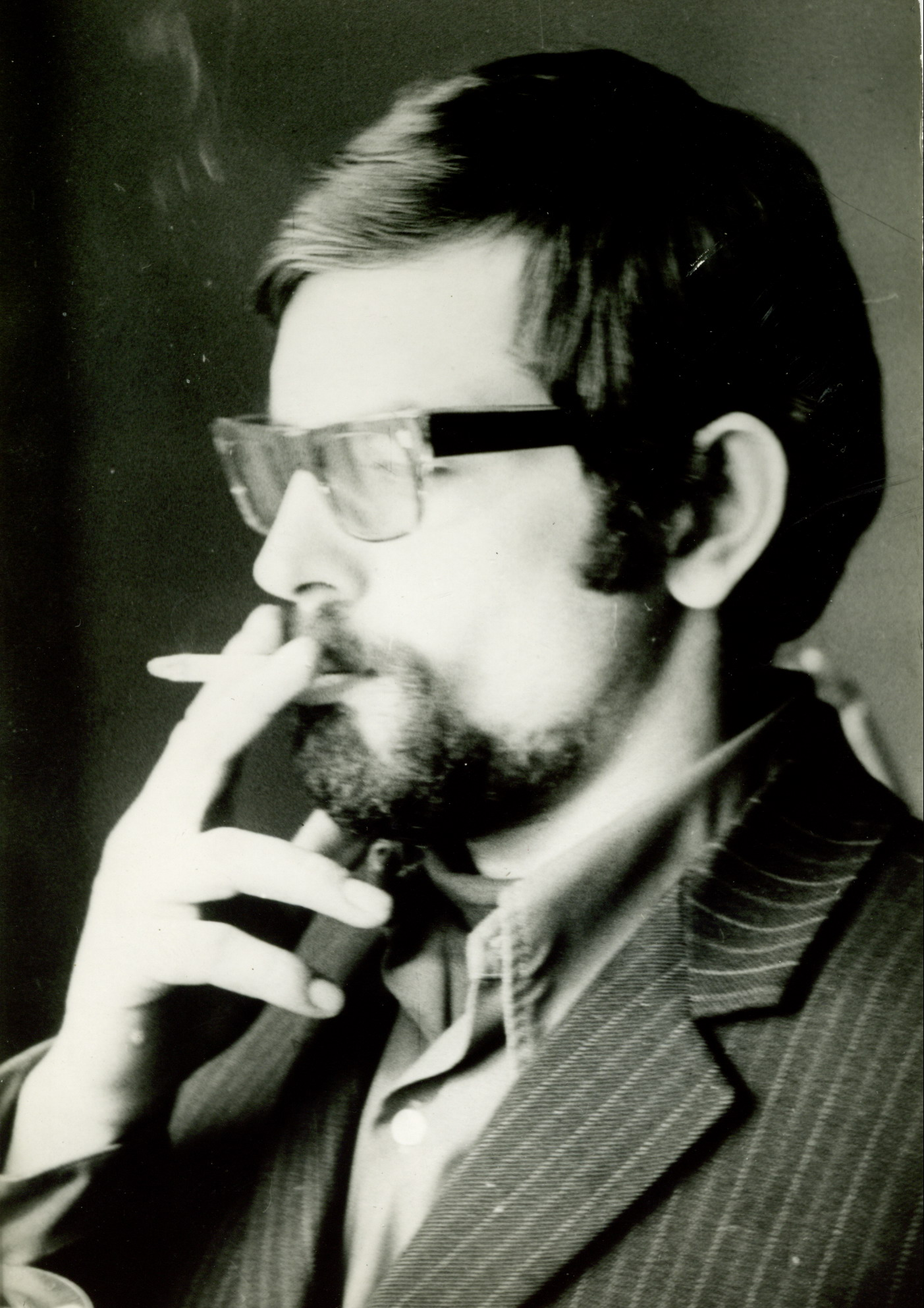
Nikolai Nikolow-Zikow

Nikolai Nikolow-Zikow (bulgarisch Николай Николов-Зиков; * 7. August 1946 in Sofia, Volksrepublik Bulgarien) ist ein bulgarischer Maler.

## Leben
Nikolow-Zikow wurde 1946 als Sohn von Petar Atanasow-Zikow und Nadeschda Ewtimowa geboren. Nach dem Besuch eines Kunstgymnasiums absolvierte er im Jahr 1975 die Nationale Kunstakademie Sofia. Er widmete sich anfangs in seinen Werken vor allem politischen Fragen und gilt als Vertreter der surrealistischen bulgarischen Malerei. Nach 1989 gründete Zikow eine Werbeagentur und beschäftigte sich vor allem auch mit Architektur. In den letzten Jahren fokussiert er sich stark auf Bildhauerei.